# Ibitinga
Ibitinga is een gemeente in de Braziliaanse deelstaat São Paulo. De gemeente telt 53.148 inwoners (schatting 2009).

## Aangrenzende gemeenten
De gemeente grenst aan Bariri, Boa Esperança do Sul, Borborema, Iacanga, Itaju, Itápolis, Nova Europa en Tabatinga.